# Туркмены в России
Туркмены, проживающие на территории Российской Федерации (туркм. Russiýadaky türkmenler), являются одними из крупнейших представителей туркменской диаспоры, проживающей за пределами Туркменистана. Согласно переписи населения за 2021 год, их численность составляет 41 338 человек. Большая часть российских туркмен проживает преимущественно в Ставропольском крае (15 000).

## История
Появление туркмен в России обусловлено переходом покорением в 1609 году калмыками мангышлакских туркмен, ставших впоследствии телохранителями торгутского хана Хо-Урлюка. Первоначально ставропольские туркмены кочевали вместе с калмыками.
Позже в 1793 году с полуострова Мангышлак, отделившись от туркменского племени игдыр, вместе с племенами човдур и союнаджи на территорию России стали появляться туркмен-игдыры. Их ряды продолжали пополняться отдельными кочевыми туркменскими семьями вплоть до 1813 года, когда, по свидетельству П. И. Небольсина, в низовьях Волги поселилась последняя группа из 600 мангышлакских туркмен. Своих земель для выпаса скота в низовьях Волги поначалу не имели, но им их в аренду предоставили ногайцы-карагаши. В языке и культуре астраханских туркмен отмечаются несколько слоёв заимствований ногайского, татарского и русского происхождения.
В то же время с 1825 года существовало Туркменское приставство Ставропольской губернии с двумя центрами: в Летней и Зимней ставках. В 1827 году туркмены Юга России были освобождены от воинской повинности. После 1825 года, в связи с массовым переселением на Ставрополье русских крестьян, губернские власти начали пытаться упорядочить жизнь кочевников. По данным 1854 года зимой туркмены кочевали по течению реки Кума от Михайловского озера до озера Акал, вглубь степей на 40 верст до земель ачикулак-джембулуковского и едисанского народов, по урочищам Огуз, Тюбе, Амур, Хорунь, Дожлань, а летом - по левой стороне реки Кума, рекам Маныч и Калаус, по землям калмыков Малодербетовского и Большедербетовского улусов по Пятигорским и Ставропольским урочищам: Арзгир, Кок-Айгур, Маштак-Кулак, Кучерли, Юзунь-, Маки и Кеста.
В 1863 году в Верхнем Барханчаке туркмены организовали первый аул, получивший название Баш-оба или Баш-агыл (то есть главное или начальное селение, загон), включавший в себя 708 хозяйств. По данным этнографа Володина, к 1902 году местные туркмены жили уже в 13 оседлых аулах, насчитывавших 2072 дома и 11 тысяч жителей. Кочевой образ жизни продолжала вести уже меньшая их часть: 5,5 тысяч.
В 1917 году Туркменское приставство преобразовано в Туркменский уезд, который стал в 1920 году Туркменским районом с центром в селе Летняя Ставка. В рамках политики коренизации готовили национальные кадры: к 1933 году 80-85 % работников Туркменского райисполкома были туркменами, во всех туркменских аулсоветах председателями и секретарями были представители этой группы населения.

## Антропологический облик
Трухмены отличаются от туркмен Туркменистана большей монголоидностью и более светлой пигментацией, что связано с межнациональными браками

## Культура и язык
Как и в Туркменистане, к традиционным занятиям российских туркмен относятся скотоводство (овцы, козы, лошади, крупный рогатый скот, верблюды), изготовление ковров и иных изделий из шерсти
Туркмены в России разговаривают преимущественно на русском, в быту разговаривают на родном туркменском, однако их говор сильно отличается от литературного, признанного в Туркменистане официальным.